# Jillionaire
Cristopher Leacock (Puerto España, Trinidad y Tobago; 3 de abril de 1978), conocido por su nombre artístico Jillionaire, es un DJ, remezclador y productor discográfico trinitense. Es conocido por ser miembro del grupo de EDM estadounidense Major Lazer, junto con Diplo y Walshy Fire. También lanzó en 2014 un EP llamado Fresh junto con Salvatore Ganacci en el sello de Universal Music.
Con más de 15 años de experiencia, Jillionaire ha creado un sonido único que mezcla la danza indie y el big room con los ritmos caribeños de soca y dancehall. En 2010 su ascenso a la fama comenzó cuando fue al Festival de WOMAD en Nueva Zelanda, al mostrar su talento frente a cientos de espectadores. En 2011, ingresó en el grupo EDM Major Lazer, junto con Walshy Fire, debido a la separación de Switch del grupo en el 2011.

## Major Lazer
Major Lazer originalmente contaba por Switch y Diplo, pero en 2011 ambos decidieron separarse debido a la decisión de Switch de iniciar su carrera independiente. Desde entonces, Jillionaire y Walshy Fire han reemplazado a Switch para ser parte de Major Lazer. Han lanzado desde entonces dos álbumes de estudio y un EP; Free the Universe, Apocalypse Soon y Peace is the Mission.

## Trabajo Adicional
Además de Major Lazer, Jillionaire ha contribuido con varios artistas: Con Salvatore Gnacci en su EP llamado Fresh, con Swick en Ants Nests junto a T.O.K, y con Phat Deuce en FI DI GAL DEM con Mr. Lexx. Además, Jillionaire posee una cuenta SoundCloud, en la cual subido la mayoría de sus solos y contribuciones.

## Discografía
- Jillionaire* & Salvatore Gnacci* Ft. Sanjin (2) – Fresh (2014)
- Free the Universe (2013) (como Major Lazer)
- Peace Is the Mission (2015) (como Major Lazer)
- Apocalypse Soon (2014) (como Major Lazer)